# 哈利勒·门特瑟
哈利勒·门特瑟（土耳其語：Halil Menteşe，1874年—1948年4月1日），他是奥斯曼帝国政治人物、联合进步委员会(CUP)的高层成员。他在20世纪初担任奥斯曼帝国外交大臣与帝国众议院议长等职位，还曾于土耳其共和国时期代表伊兹密尔地区入选大国民议会。哈利勒被土耳其学者汉斯-卢卡斯·基泽认为是三帕夏集团中的第四名重要成员，同时他也是亚美尼亚种族灭绝的直接责任人之一。

## 生平
哈利勒于1874年出生在米拉斯，但在很小的时候就成了孤儿。他和他的兄弟加利普曾一起前往伊兹密尔并在伊斯坦布尔大学完成了学业。1894年，他因支持宪政改革而流亡到了巴黎，他进入巴黎法学院深造并在同一时期成为了青年土耳其党人，自此他与当时联合进步委员会的重要成员建立了联系。他于1898年返回土耳其后在米拉斯继续平静的生活，直到1908年青年土耳其党人革命。哈利勒在革命后举行的议会大选中被选为代表门泰谢地区的众议员，他负责担任清算苏丹阿卜杜勒·哈米德二世资产的委员会成员。
1911年2月19日，哈利勒接替了从内政部卸任的塔拉特帕夏的位置；他参与陪同穆罕默德五世访问了鲁梅利亚省。随着联合进步委员会受到来自其他派系势力的迫害越发严重，他于1912年再次逃到巴黎，但不久就在1913年高门政变后返回了国内。他萨伊德·哈里姆帕夏任命为内阁的国务委员会主席，并陪同塔拉特帕夏前往保加利亚参加议和谈判以结束第二次巴尔干战争。1914年议会选举结束后，哈利勒辞去内阁职务出任众议院议长；他作为亲德派人士和恩维尔帕夏、塔拉特帕夏、萨伊德·哈里姆帕夏等人成为当时跟德国结盟的关键人物。哈利勒于1915年成为外交大臣并于1916年兼任司法大臣。1918年，新任苏丹穆罕默德六世继位后，大维齐尔塔拉特帕夏继续任命哈利勒为国务委员会主席。随着第一次世界大战的结束以及塔拉特帕夏内阁的倒台，哈利勒最终被免职。
奥斯曼帝国议会在战后组建了一个专门调查帝国参与大战起因的特别委员会，曾多次传唤哈利勒进行质询，然而未找到证据可以证明他的战争责任。但他在最终1919年3月10日被捕，并出现在惩治战争投机者的特别军事法庭上。1921年4月30日，土耳其革命领袖穆斯塔法·凯末尔将军与英国劳合·乔治政府达成协议，答应用英军战俘换取包括哈利勒在内的战争流亡者的释放。
1926年，哈利勒与许多前联合进步委员会成员被指控密谋暗杀凯末尔总统，不过哈利勒再次被宣布无罪。1934年，他获得了“Menteşe”的姓氏；1931年至1946年期间，哈利勒作为代表伊兹密尔地区的大国民议会议员。他于1946年退休后回到他在米拉斯的庄园，并在1948年4月1日去世。